# Yosse ben Helefta
Rabbi Yosse ben Helefta (hébreu : רבי יוסי בן חלפתא « Rabbi Yosse le fils de Helefta, » err. Halafta) est un Tanna (docteur de la Mishna) de la quatrième génération, ayant professé au IIe siècle après l’ère commune. 
Généralement désigné comme « Rabbi Yosse » sans autre précision, il est considéré comme l’un des plus éminents prédicateurs et légisconsultes de son temps. Disciple de Rabbi Akiva, il fut l’un des maîtres et mentors de Juda Hanassi.

## Éléments biographiques
Yosse ben Halafta naît à Sepphoris d’une famille de prêtres originaire de Babylonie (T.B. Yoma 66b & T.J. Sheviit 16b). Son père était l’un des sages les plus renommés de la ville et avait encore connu Gamaliel l'Ancien (T.B. Chabbat 115a & Taanit 16b). Selon une liste généalogique conservée à Jérusalem, il descendrait de Yonadav ben Rekhav (T.J. Taanit 4:2 & Genèse Rabba 98:13).
Il fait partie des cinq disciples intronisés clandestinement par Juda ben Baba (T.B. Sanhédrin 14a & Avoda Zara 8b), auxquels Rabbi Akiva transmet son enseignement après l’épidémie qui a frappé ses 24 000 étudiants (T.B. Yebamot 62b-63b). Outre Rabbi Akiva qui semble avoir été son maître principal, il rapporte les lois au nom de son père Halafta, Yohanan ben Nouri et Avtolmos (Tossefta Kiddoushin ch. 1 & Kelim, T.B. Chabbat 125a, Erouvin 36a, Pessahim 103a, Baba Kamma 54b & Zevahim 60b). 
Gardant le silence lorsque son collègue Shimon bar Yohaï se lance dans une diatribe anti-romaine, Yosse ben Halafta est assigné à demeure à Sepphoris, où il exerce le métier de tanneur et décrète plusieurs mesures rabbiniques. Il est cependant contraint de se rendre en Asie mineure (T.B. Baba Metzia 84a), peut-être pour avoir enfreint l’interdit d’intronisation, parce qu’il a été astreint à une fonction publique ou parce que Sepphoris est détruite.